# Chó sục Yorkshire
Chó sục Yorkshire (Yorkshire Terrier) hay Yorkie là giống chó sục nguồn gốc từ nước Anh và hiện nay được nuôi làm chó cảnh. Chúng được xếp vào phân nhóm chó sục làm cảnh, không dùng làm việc. Chúng sở hữu biệt danh khá vui nhộn là chó bỏ túi vì kích thước khá nhỏ của chúng. Trước kia, ở Yorkshire, loài chó này chuyên được dùng để lùng chuột trong những nhà máy sản xuất bông vải, ngày nay, chúng được nuôi rộng rãi nhờ kích thước nhỏ gọn, dễ mang theo, dễ thích ứng, nhưng chúng đôi khi cũng hay cáu kỉnh và hung dữ.

### Phần thân

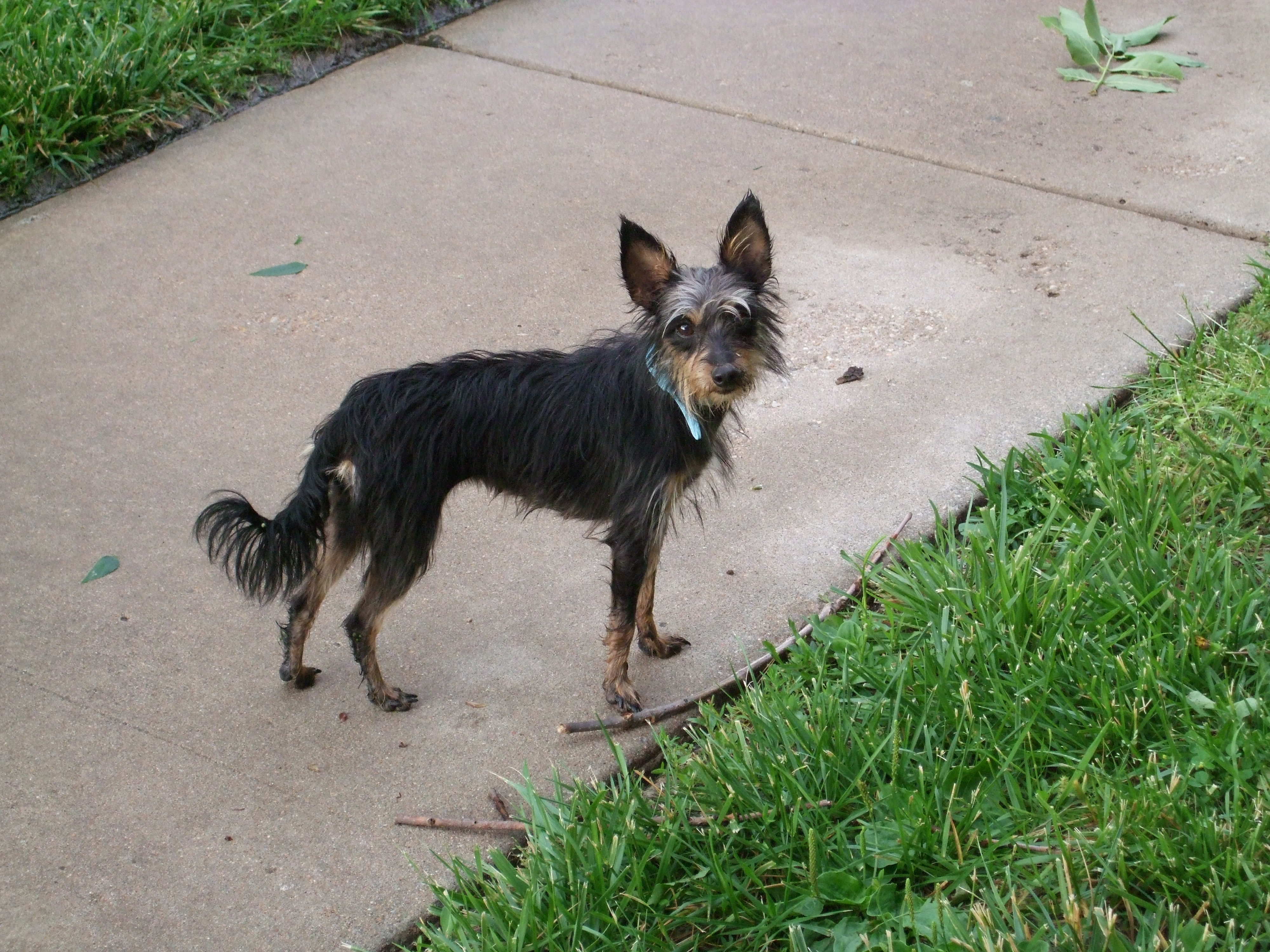
Một con Yorkie sau khi đã cắt tỉa lông cho gọn